# JS Kairouan (Basketball)
Das Basketballteam des tunesischen Sportvereins Jeunesse Sportive Kairouanaise (arabisch الشبيبة الرياضية القيروانية, DMG aš-Šabība ar-Riyāḍiyya al-Qayrawāniyya) spielt in der höchsten tunesischen Spielklasse und ist in der Stadt Kairouan beheimatet. Die Basketballer des JSK können mehrere nationale Titel vorweisen.

## Erfolge
| National | International                                                                                                 |
| --- | --- |
| - Tunesische Meisterschaft (3) - Sieger: 2001, 2002, 2003 - Vizemeister: 2004 - Tunesischer Basketball-Pokal (2) - Sieger: 2002, 2005 - Finalist: 2004, 2006, 2014, 2020 - Tunesischer Supercup (1) - Sieger: 2005 - Finalist: 2003 - Ligapokal (2) - Sieger: 2015, 2025 - Finalist: 2013, 2023 | - Nordafrikanischer Pokal der Meister (1) - Sieger: 2003 - Arab Club Basketball Championship - Finalist: 2012 |